# Urne de Pólya
En mathématiques, l’expérience de l’urne de Pólya est un problème de probabilités dans lequel une urne reçoit successivement des boules de couleur en fonction de tirages avec remise. La dénomination fait référence au mathématicien George Pólya qui a proposé ce modèle.
Dans sa version la plus simple, la composition initiale de l’urne est de deux boules de couleurs différentes et chaque tirage d’une boule entraine l’ajout d’une boule de la même couleur. Le nombre de boules de chaque couleur suit alors une loi uniforme discrète à chaque étape et la proportion de boules converge vers la loi uniforme continue sur l’intervalle {\displaystyle [0;1]}. Avec une composition initiale différente, la proportion de boules de chaque couleur converge vers une loi bêta.